# Motoryczność
Motoryczność człowieka – całokształt zachowań, możliwości i potrzeb ruchowych człowieka.
Główne cele związane z motorycznością:
- dążenie do zwiększenia skuteczności ruchów człowieka;
- podniesienie efektywności nauczania ruchu;
- zastosowanie ruchu jako środka stymulacji rozwoju.

Podział motoryczności:
- produkcyjna – związana z wytwarzaniem rzeczy i pracą;
- sportowa – służąca doskonaleniu ciała;
- wyrazowa (ekspresyjna) – służąca przekazywaniu informacji.

Obecnie motoryczność sportowa spełnia minimalną funkcję kompensacyjną motoryczności produkcyjnej.
Możliwości wyćwiczenia stanu motorycznego zależą od:
- wieku,
- płci,
- predyspozycji kondycyjnych,
- predyspozycji kulturalnych (budowa ciała),
- uzdolnień ruchowych – są to właściwości wrodzone ujawniające się w trakcie uczenia się w postaci łatwego przyswajania nowych form ruchu.